# Erik Fosse
Erik Fosse (sinh ngày 2 tháng 12 năm 1950) là nhạc sĩ, bác sĩ và giáo sư y khoa người Na Uy.
Fosse đậu bằng tiến sĩ y khoa năm 1987 ở Đại học Oslo với bản luận án "Complement activation and alterations in white blood cell populations following major surgery and trauma". Ông làm bác sĩ trưởng của Trung tâm phẫu thuật Intervensjonssenteret ở bệnh viện quốc gia (Rikshospitalet) và làm giáo sư khoa giải phẫu ở Đại học Oslo.
Năm 2008–9 ông trở nên nổi tiếng vì đã cùng với Mads Gilbert tới dải Gaza để chữa trị các nạn nhân ở đây khi quân đội Israel oanh tạc dải đất này. Việc làm này đã đem lại cho cả ông lẫn Gilbert Giải Lời nói tự do do «các mô tả của nhân chứng về việc các thường dân Palestine bị ném bom ở dải Gaza».
Ông cũng là người hát và chơi ghi-ta trong ban nhạc "Sagene Ring" của Na Uy.